# Astragalus chuskanus
Astragalus chuskanus är en ärtväxtart som beskrevs av Rupert Charles Barneby och Richard William Spellenberg. Astragalus chuskanus ingår i släktet vedlar, och familjen ärtväxter. Inga underarter finns listade i Catalogue of Life.